# Paraliparis porcus
Paraliparis porcus är en fiskart som beskrevs av Chernova 2006. Paraliparis porcus ingår i släktet Paraliparis och familjen Liparidae. Inga underarter finns listade i Catalogue of Life.